# Bánd
Bánd è un comune dell'Ungheria di 661 abitanti (dati 2001). È situato nella contea di Veszprém.